# Étui (protection)
Pour les articles homonymes, voir Étui.
Un étui est un élément de protection pour certains objets. 

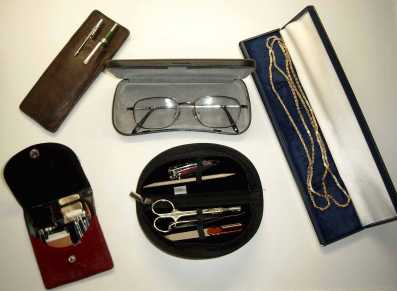
Étuis divers

## Matériaux
Ils sont généralement confectionnés dans des matières solides, mais rigides, ou légèrement souples, tel que le cuir, le plastique, voir certains métaux, mais en aucun cas en matériaux cassant tels que le verre. 
Lorsque l'emballage est plus souple, on parle souvent de « housse ».

## Cartonnage
Dans le domaine de l'emballage de type carton imprimé, il est courant d'appeler « étui » la boîte destinée à accueillir un produit (emballage primaire), par exemple pour contenir un parfum, des médicaments ou simplement des agrafes ; l'emballage secondaire (par exemple boîte américaine en carton ondulé brun) regroupant donc plusieurs emballages primaires n'est pas considéré comme étant un étui.

## Usages
Les étuis sont utilisés pour protéger des objets, généralement de petite taille. Il existe des étuis à lunettes de vue, des étuis pour des appareils électroniques portables (téléphones portables, appareils photographiques, lecteur de MP3 portable, consoles de jeux vidéo portables, etc.), des étuis pour les brosses à dents, les rasoirs, les savons et les couteaux. 
Certains objets de plus grande taille ont aussi des étuis : des armes à feu et les violons, violoncelles et contrebasses. 
Les étuis pour instrument de musique servent à les protéger des chocs et des écarts thermiques pendant leur transport et sont généralement dotés d'espaces de rangement et de poches. Ils possèdent également une ou des poignées ainsi qu'une ou deux sangles. L'instrument entier ou démonté est immobilisé pendant le transport. 
Les étuis pour les épées sont appelés fourreaux. Les étuis pour pistolet sont appelés holsters.

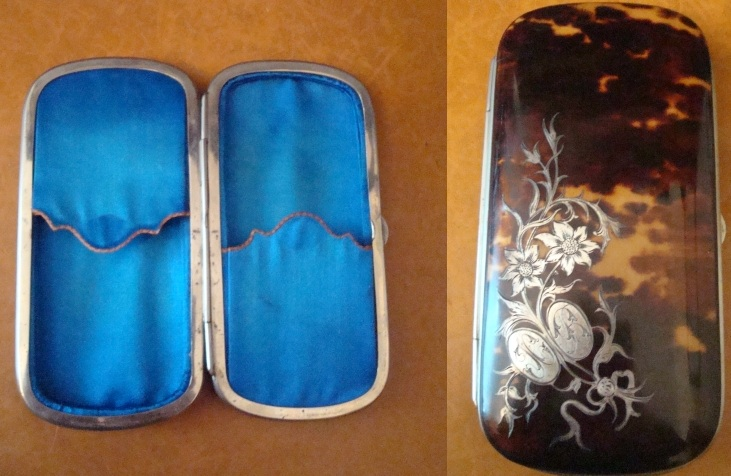
Étui à cigarettes en écaille de tortue.
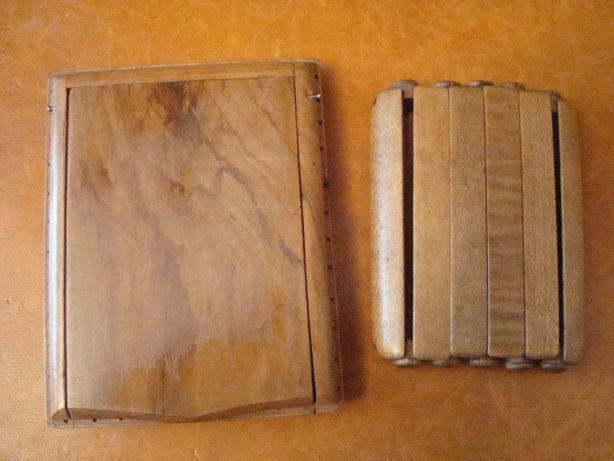
Étui à cigarettes en bois.
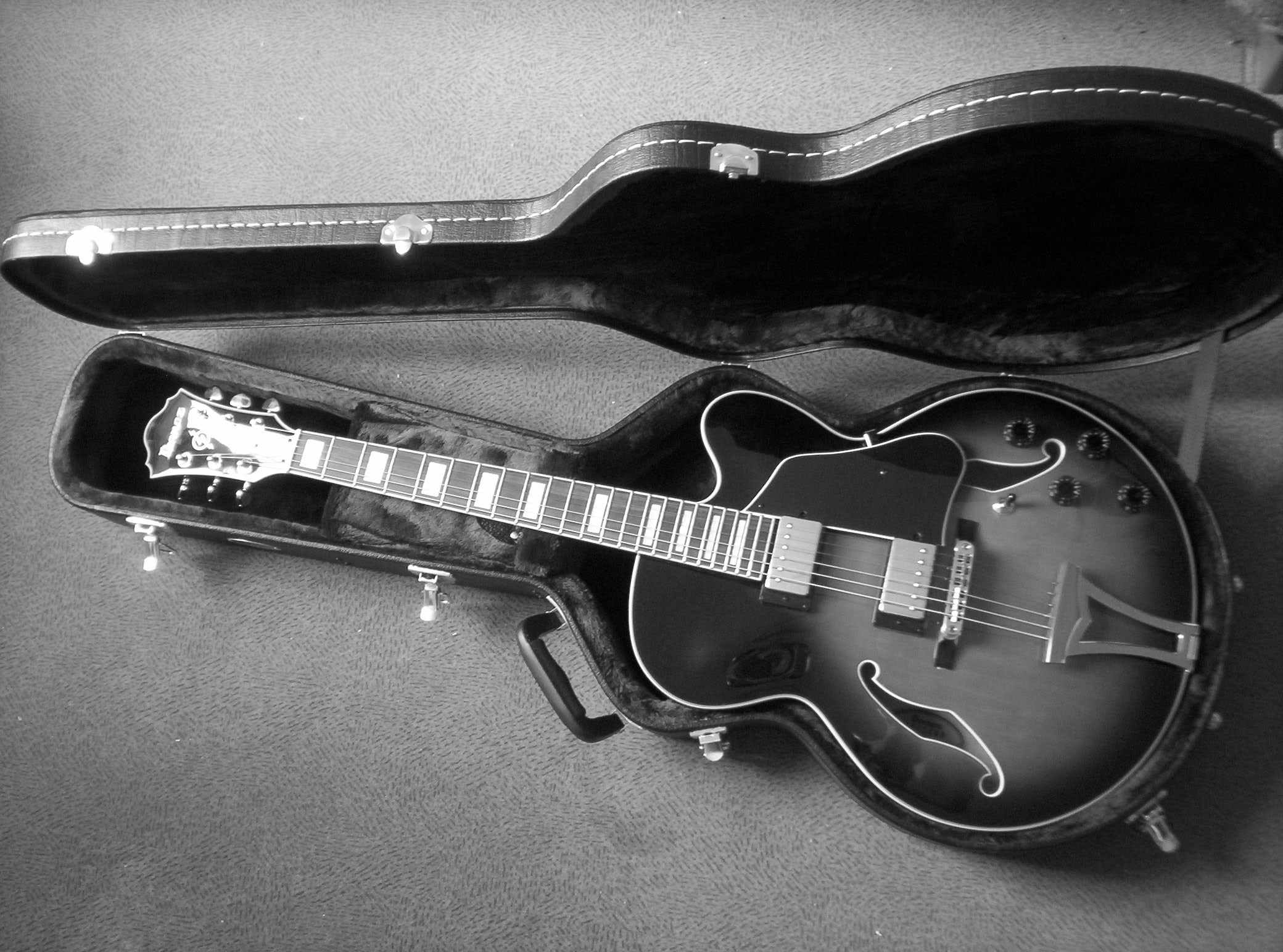
Étui rigide pour guitare.
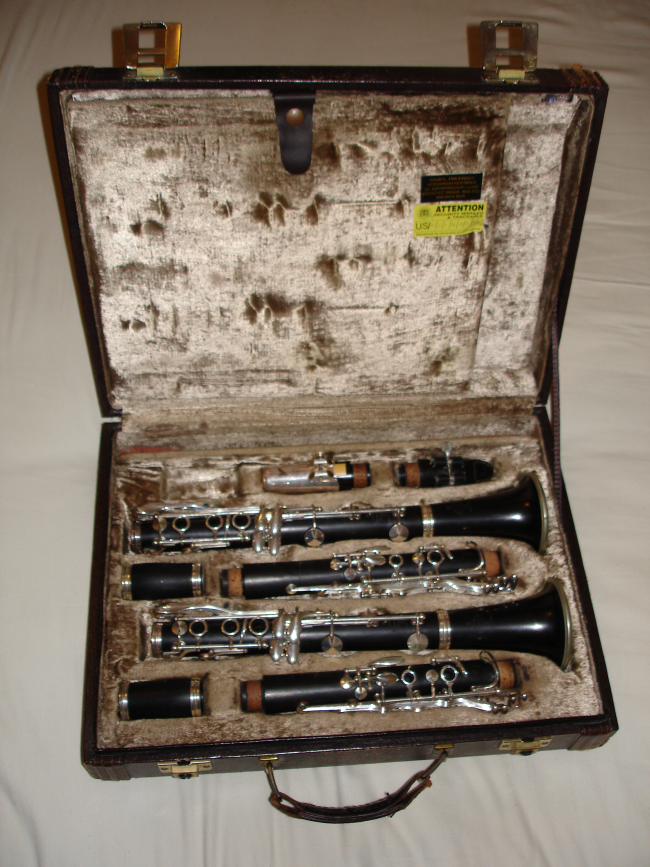
Étui double pour clarinettes en si bémol et en la.